# Molen Auman
De Molen Auman (ook: Molen Buyst) is een windmolenrestant in de Oost-Vlaamse plaats Destelbergen, gelegen aan Kouterstraat 11.
Deze ronde stenen molen van het type beltmolen fungeerde als korenmolen.

## Geschiedenis
De molen werd ergens tussen 1800 en 1820 gebouwd. In 1941 werden kap en gevlucht verwijderd. In 1956 werd de molen als bloemstoommolen aangeduid en tot 1965 werd er nog elektrisch gemalen.
Later werd de romp nog gebruikt als magazijn en daarna als aanbouw van een woonhuis.
- Inventaris van het Bouwkundig Erfgoed (Vlaanderen): 35727